# Alketa Ramaj
Alketa Ramaj (ur. 1983 w Përmecie) – albańska artystka multimedialna.

## Życiorys
W 2006 ukończyła studia w Akademii Sztuk w Tiranie. Mieszka i tworzy w Berlinie, Tiranie i w Wenecji.

## Twórczość
Po raz pierwszy zaprezentowała publicznie swoje prace na wystawie Constructing Space w 2008 w Berlinie. Pierwszą wystawę indywidualną prac artystki zorganizowała w 2013 Galeria La Fenice w Wenecji. Prace artystki eksponowano na wystawach w Austrii, Bułgarii, Kosowie, Słowenii, we Włoszech i w Stanach Zjednoczonych.

## Wystawy indywidualne[1]
- 2013: Where I End You Begin, Double solo show, Wenecja
- 2014: No Title, Prisztina
- 2019: Lust, Galeria Zeta, Tirana
- 2008: About a tree, Tirana

## Nagrody i wyróżnienia
W 2012 została uhonorowana Nagrodą Onufri, przyznawaną przez Narodową Galerię Sztuki w Tiranie, a w 2013 albańską nagrodą dla młodych twórców Ardhje.